# كلية أصول الدين والدعوة جامعة الأزهر بطنطا
أنشئت كلية أصول الدين والدعوة بطنطا بالقرار الوزاري رقم 225 عام 1976 م باسم كلية الدعوة الإسلامية بطنطا و احتوت على الأقسام التالية آنذاك

1- قسم الدعوة ومناهجها .
2- قسم وسائل الدعوة .
3- قسم تاريخ الدعوة ورجالها .

## نبذة تاريخية
عدل اسم الكلية الى كلية أصول الدين والدعوة الإسلامية بالقرار الوزاري رقم 80لسنة 1980 واحتوت وحتى الآن على الأقسام التالية :
1- قسم التفسير وعلوم القرآن
2- قسم الحديث وعلومه
3- قسم العقيدة والفلسفة
4- قسم الدعوة والثقافة الإسلامية
ثم عدل اسم الكلية إلى كلية أصول الدين والدعوة الإسلامية بطنطا بالقرار الوزاري رقم 80لسنة 1980 م . 

## الأهداف
حسب الموقع الرسمي للكلية فإن كلية أصول الدين تهدف إلى رفع لواء الدعوة الإسلامية والحفاظ على تراثها المقدس، ونشرها في كل أرجاء المعمورة، وتأدية رسالة الإسلام السمحة إلى الناس كافة .وكلية أصول الدين تجدد عمل النبوة في الأمة، وتنقي تراث الأمة من الدخيل، وتعطي للأمة دينها السمح الواضح الميسر .وكلية أصول الدين تحمل العبء الأكبر على عاتقها في تصحيح العقيدة وصيانتها من الشبه والأباطيل كما تحمل العبء في تجديد الوعي والتثقيف ومقاومة أدعياء الإسلام وتبصرة الناس بالتيارات والأهواء والمذاهب الاقتصادية والسياسية المعاصرة، ومدى العلاقة بينها وبين الدين الحنيف .

## أقسام الكلية
واحتوت وحتى الآن على الأقسام التالية
1- قسم التفسير وعلوم القرآن.
2- قسم الحديث وعلومه.
3- قسم العقيدة والفلسفة.
4- قسم الدعوة والثقافة الإسلامية.

## أنظر أيضاً
- كلية أصول الدين جامعة الأزهر بالقاهرة (بنين)
- كلية أصول الدين والدعوة جامعة الأزهر بالمنصورة (بنين)
- كلية أصول الدين والدعوة جامعة الأزهر بالزقازيق (بنين)
- كلية أصول الدين والدعوة جامعة الأزهر بالمنوفية (بنين)
- كلية أصول الدين والدعوة جامعة الأزهر بأسيوط (بنين)